# Valerija Filenkova
Valerija Aleksandrovna Filenkova (in russo Валерия Александровна Филенкова?; 5 luglio 1998) è una nuotatrice artistica russa.

## Palmarès
- Giochi europei

Baku 2015: oro nel duo, nel libero combinato e nella gara a squadre.